# Darracq 200

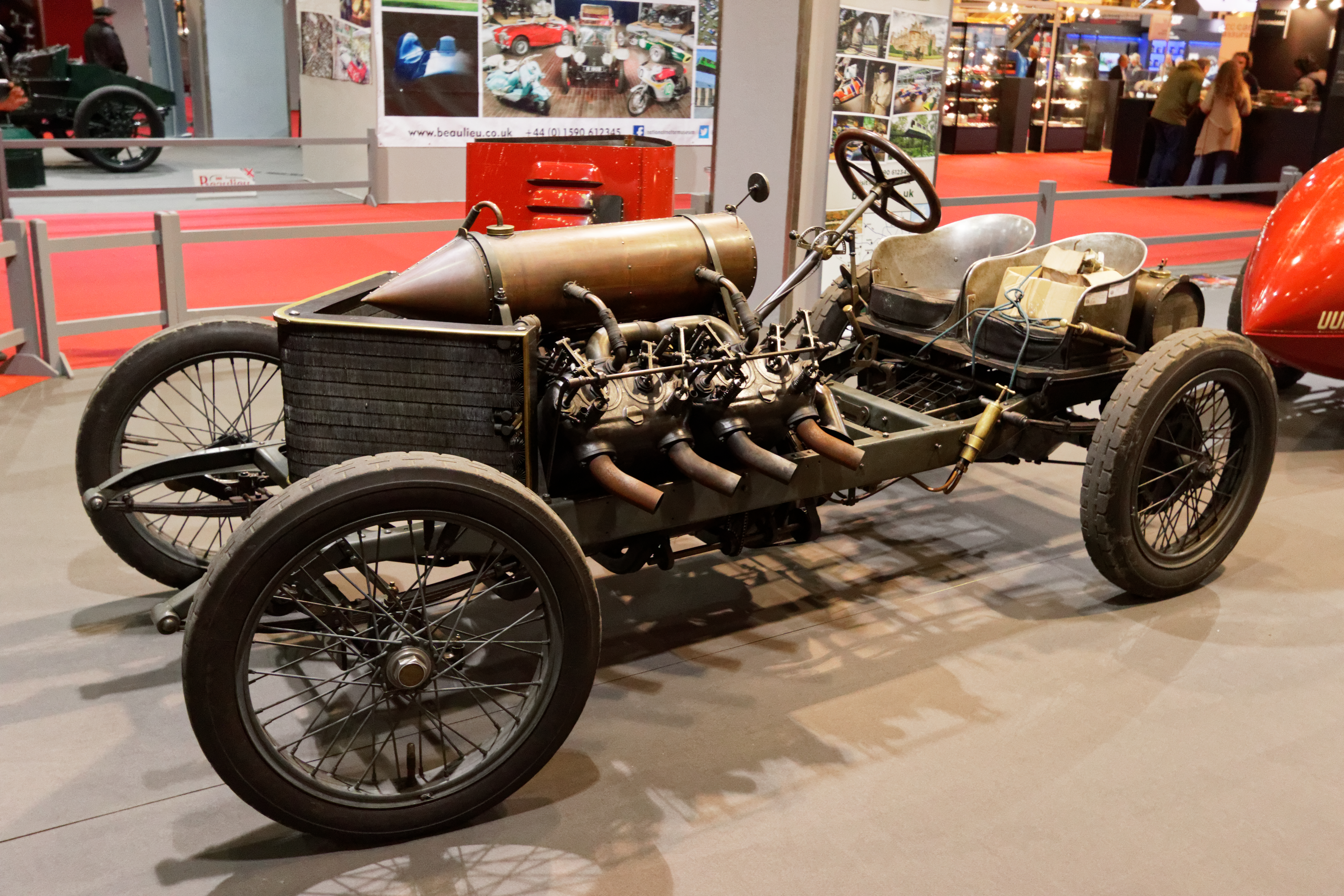
Darracq 200

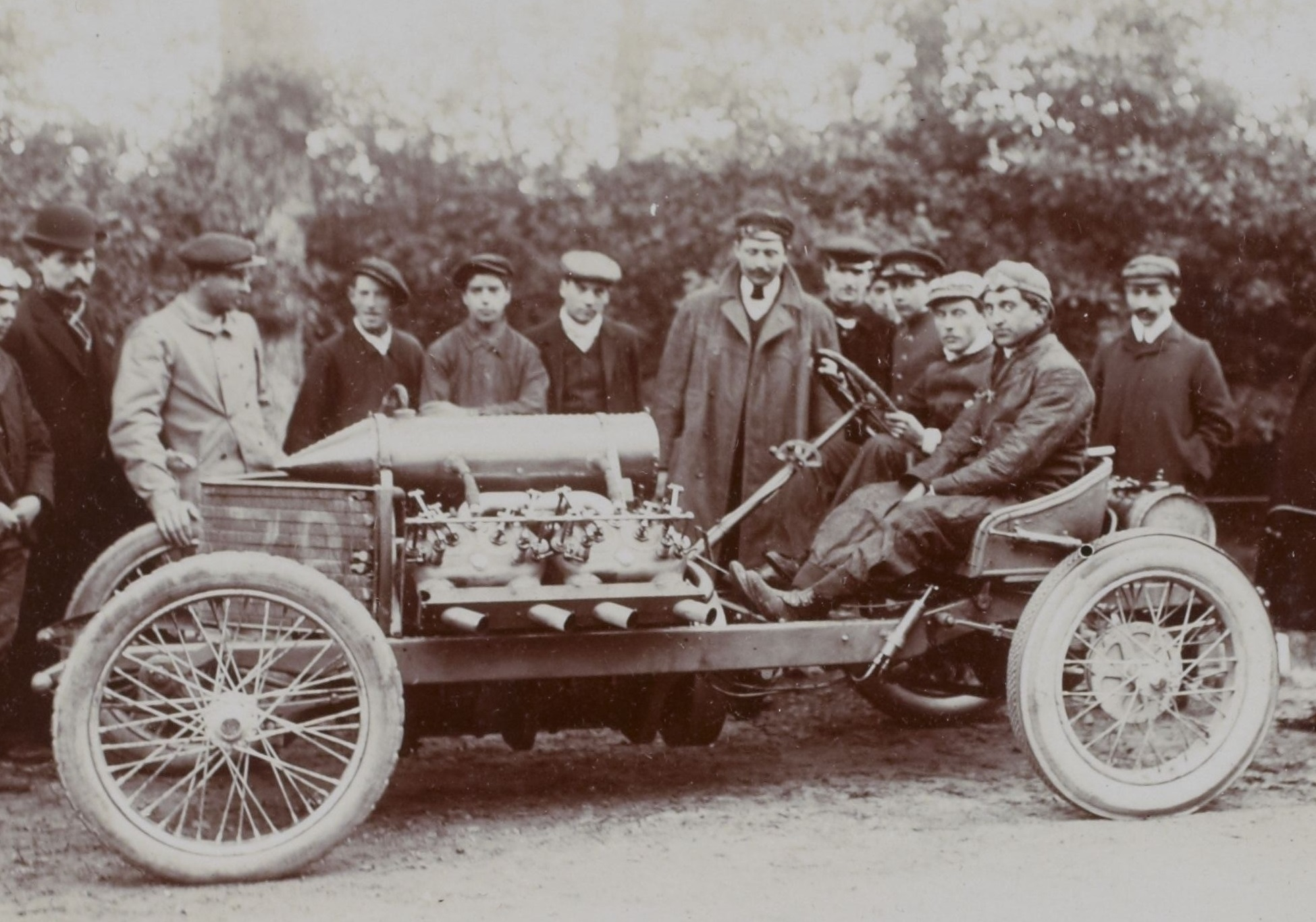
Dasselbe Fahrzeug im Jahr 1906

Der Darracq 200 ist ein Renn- und Rekordwagen des Automobilherstellers Automobiles Darracq S.A. aus Frankreich.

## Beschreibung
Darracq stellte das Fahrzeug 1905 her. Damit wurden 1905 und 1906 Landgeschwindigkeitsrekorde aufgestellt. Er ist wahrscheinlich der erste Rennwagen mit einem V8-Motor und das erste Auto, das offiziell mit über 200 km/h gemessen wurde, worauf sich der Modellname bezieht. Das Auto ist auch als Darracq V8 bekannt.
Darracq war 1904 durch Vierzylindermotor-Rennwagen mit über 12 Liter Hubraum und 80 PS Leistung erfolgreich im Rennsport, unter anderem beim Coupe Gordon Bennett.
Victor Hémery wurde als Chef-Testfahrer eingestellt, sein Mechaniker war Victor Demogeot. Hémery schlug einen doppelt so großen Motor vor, um weiter an der Spitze mithalten zu können. Der Chefkonstrukteur Ribeyrolles war der Meinung, dass zwei Motoren die Leistung verdoppeln würden, daher experimentierte er an einem Doppelmotor-Rennwagen. Das Fahrzeug wurde aber zu schwer, und die Synchronisationsprobleme zwischen den Motoren und mit dem Getriebe waren damals nicht in den Griff zu bekommen.
Um den komplexen Problemen mit Synchronisation und Kraftübertragung auszuweichen und Gewicht einzusparen, kam Ribeyrolles auf die Idee, die Zylinderblöcke auf einen gemeinsames Kurbelgehäuse zu setzen. Dabei bewegten die Kolben eine gemeinsame Kurbelwelle. Als sich herausstellte, dass die beiden Vierzylinderblöcke am wirkungsvollsten arbeiteten, wenn sie in einem Winkel von 45° angebracht wurden, ergab sich daraus eine V8-Konfiguration mit einem Gabelwinkel von 90°. Nocken- und Kurbelwelle wurden von Vierzylinder-Rennmotoren  übernommen und ein gemeinsames Kurbelgehäuse konstruiert. Jeder Zylinder hatte 170 mm Bohrung und 140 mm Hub, was 25.422 cm³ Hubraum ergibt. Jede Zylinderbank bekam einen Vergaser hauseigener Konstruktion. Der Motor leistete 200 PS.
Der Rahmen wurde von Arbel geliefert, der Kühler von Grouville & Arguemborg. Der Kühler ist V-förmig. Der Benzintank ist fassförmig und hinter den Sitzen montiert. Das Benzin wird durch Überdruck gefördert, den der Mechaniker mit einer Luftpumpe aufbauen muss. Das Auto wiegt 900 kg oder 990 kg.

## Erste Rennen
Zwar ging der Sieg am Gordon-Bennett-Rennen an Léon Théry auf Richard-Brasier. Dafür gewann Hemery am 7. August 1905 ein 590-km-Rennen auf dem belgischen Circuit des Ardennes und Paul Baras schraubte den Geschwindigkeitsrekord mit einem identischen Darracq auf 105 mph (etwa 168 km/h).
Am 14. Oktober 1905 nahmen Werkteams von Darracq am Vanderbilt Cup auf Long Island teil. Es entstanden erste Kontakte zu Louis Chevrolet, der gerade für Christie und Fiat fuhr.

## Weltrekorde
Am 28. Dezember 1905 wurde der Rekordwagen fertig. Ohne Tests oder Feinabstimmung wurde der erste Versuch, einen neuen Weltrekord aufzustellen, auf den 30. Dezember angesetzt. Der Darracq wurde offiziell mit 176,45 km/h (109,65 mph) gemessen – auf Anhieb Weltrekord – und das bei sehr kaltem Wetter, das normalerweise die Funktion der Vergaser einschränkte.
Der Wagen war vom ACF inspiziert worden. Die Rekordstrecke war ein unbefestigter Abschnitt der Überlandstrecke zwischen Salon und Arles. Gemäß den Aufzeichnungen wurden vier Versuche gemacht für den fliegenden Kilometer. Die Zeiten lauteten 21,8 Sekunden, dann 20,6 Sekunden, dann 20,8 Sekunden und zuletzt erneut 20,6 Sekunden.
Unmittelbar darauf wurde der Darracq 200 nach Amerika verschifft. Er sollte mit Hémery und Demogeot am Ormond Beach Speed Tournament in Daytona vom 20. bis zum 27. Januar 1906 teilnehmen.
Am 23. Januar erzielte dort ein zweimotoriger Stanley-Dampfwagen eine Bestzeit von 179,92 km/h (111,80 mph). Victor Hémery konterte am gleichen Tag mit einem neuen Weltrekord von 185,56 km/h (115,30 mph).
Dann gab es Probleme. Hémery war sehr impulsiv und legte sich mehrmals mit der Rennleitung an. Prompt wurde er von allen Anlässen ausgeschlossen, was zu seiner Entlassung bei Darracq führte.
Das Klima war so aufgeheizt, dass man das Auto bewachte für den Fall, dass Hémery versuchen sollte, es zu beschädigen. Kurzfristig sprang Louis Chevrolet als Ersatzfahrer ein. Trotz widriger Wetterumstände ging die Rekordjagd weiter. Chevrolet erzielte 189,34 km/h (117,65 mph) mit einer Zeit von 30,6 Sekunden. Marriott konterte mit dem Stanley und erreichte 205,45 km/h (127,66 mph) in 28,2 Sekunden.
Am letzten Tag der Speed Week sollte erstmals die Marke „2 Meilen in einer Minute“ fallen. Der Anlass wurde zu einem riesigen Spektakel. Nur wollte Chevrolet nicht fahren und spekulierte auf eine höhere Entschädigung. Also musste Demogeot fahren und erzielte mit 196,98 km/h (122,4 mph) in 58,8 Sekunden ein grandioses Ergebnis.

## Privatfahrer Guinness
Der Darracq wurde wieder nach Frankreich verschifft. Im Juni 1906 wurde der Wagen an einen irischen Gentleman namens Algernon Lee Guinness verkauft, Haupterbe der gleichnamigen Guinness-Brauerei und neu auch im Vorstand von Sunbeam-Talbot-Darracq.
Guinness nutzte den 200 neben zwei anderen Darracq-Rennwagen mit Vierzylindermotoren von 80 und 90 PS. Irgendwann brach wohl ein Kolben und das Auto stand eine Zeit lang herum. Er verkaufte es einem Schrotthändler, der das Chassis in drei Teile zerlegte. Als Guinness das Fahrzeug zurückkaufen wollte, gab es nur noch ein Stück Rahmen mit dem Motor dazwischen. Guinness lagerte die Teile in seiner Garage ein, wo sie bis zu seinem Tod 1954 blieben.

## Restaurierung
1956 gelangten die Überreste an den Darracq-Sammler Gerald Firkins. Die Restaurierung schritt nur langsam voran. Der Motor erhielt acht Alu-Kolben als Ersatz für die gusseisernen. Kurbelwelle, Nockenwelle und Pleuel sind original.
Ab 2004 wurde der (noch nicht fahrbare) Darracq verschiedentlich gezeigt, so in Shelsley Walsh, Brooklands, an den Goodwood Speed Days und an der Rétromobile.
Am 1. April 2006 lief der Darracq zum ersten Mal seit 97 Jahren wieder. Bonhams versteigerte das Fahrzeug am 4. Dezember 2006 für umgerechnet 237.712 Euro – der vierte Halterwechsel in gut 100 Jahren.